# Бодяк обыкновенный
Бодяк обыкновенный (лат. Cirsium vulgare) — вид рода Бодяк (Cirsium). Сорное растение.

## Распространение
Входит в состав природной флоры Европы, Передней Азии и Северной Африки. Как заносное растение встречается в Сибири, Центральной Азии, на юге российского Дальнего Востока, в Северной Америке.
В России растёт в европейской части и на Северном Кавказе, по югу Западной и Центральной Сибири (до Тувы), а также на Сахалине на пустырях, опушках, обочинах дорог, в канавах, мусорных местах.

## Ботаническое описание

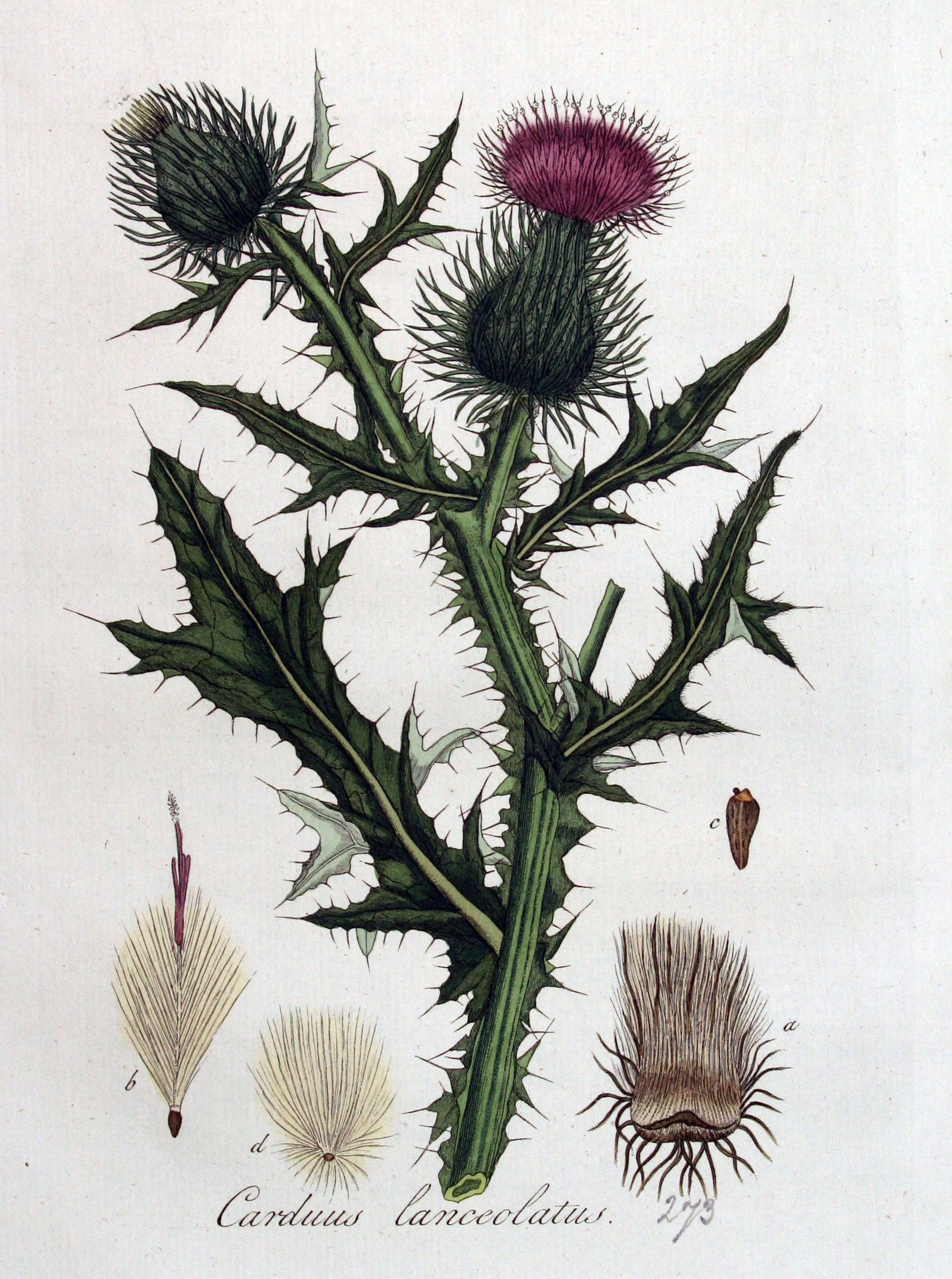
Бодяк обыкновенный. Ботаническая иллюстрация Кристиана Сеппа из 4-го тома издания Flora Batava (1822)

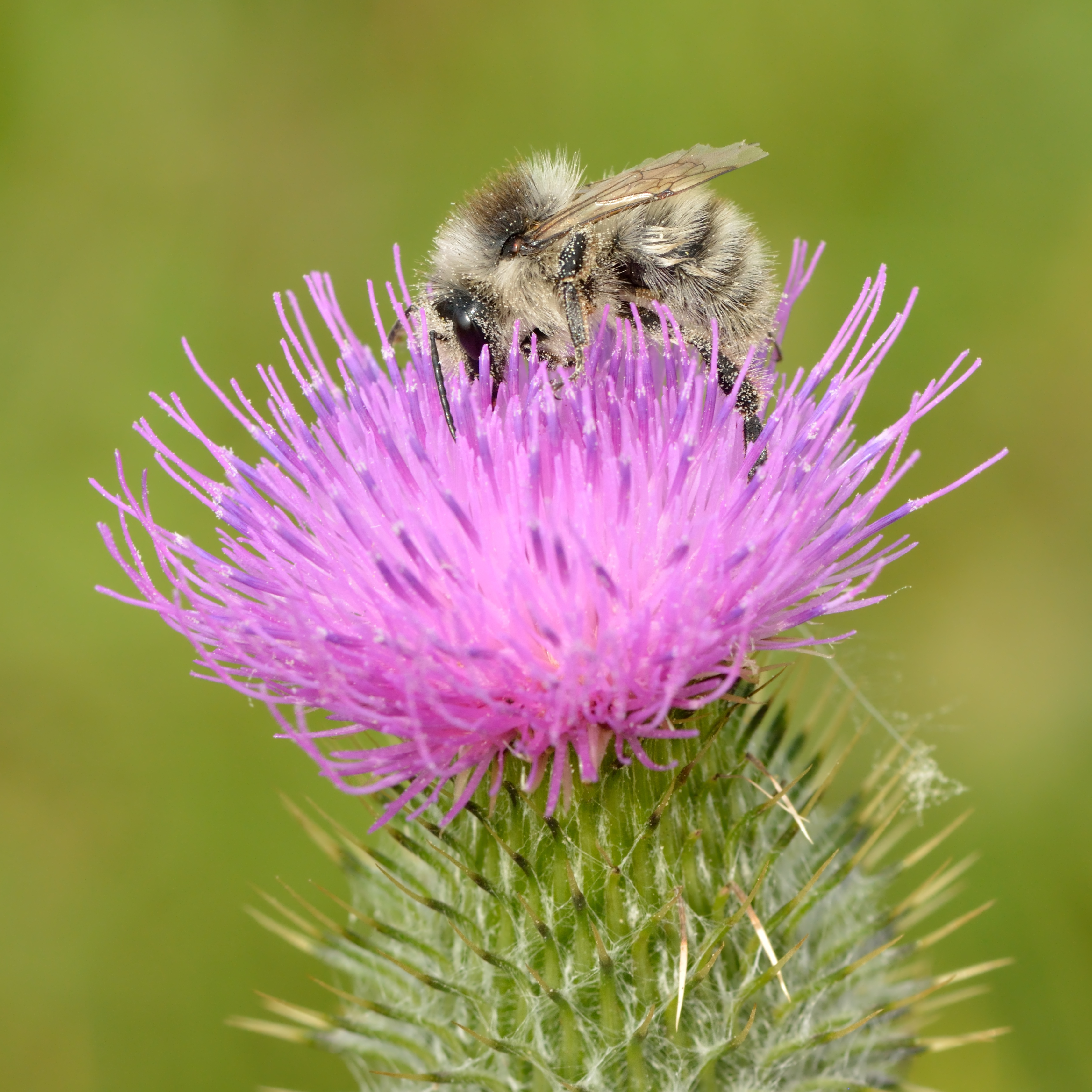
Шмели — одни из опылителей бодяка обыкновенного

Двулетнее растение. В первый год образует розетку листьев, на второй — разветвлённый стебель высотой до 1,5 м, прямостоячий, опушённый, слегка ребристый.
Корень узкий, стержневой, веретенообразный.
Листья очерёдные, ланцетные, выемчато-перисто-раздельные или перисто-лопастные, с колючками по краям. Нижние длиной до 15—25 см, верхние мельче. Листовая пластинка сверху покрыта мелкими прижатыми шипиками, снизу шерстисто-опушённая.
Соцветия — крупные (до 5 см) округло-яйцевидные корзинки, расположенные одиночно на верхушках стеблей. У основания имеет шарообразную обвёртку из узких кроющих листочков с колючками на концах. Цветки — розовые или малиновые, трубчатые, обоеполые, все одинаковой формы. Цветёт бодяк с июля по сентябрь.
Плоды — продолговатые, длиной 4—5 мм, семянки с хохолком из белых перистых волосков. Созревают в июле — ноябре, разносятся ветром.

## Хозяйственное значение и применение
Бодяк обыкновенный является сорным растением в садах и огородах, реже на полях.
В литературе имеются сведения, что можно использовать в пищу молодые побеги бодяка, а также донца нераскрывшихся соцветий, подобно артишоку.

## Классификация

### Таксономия[3]
Cirsium vulgare (Savi) Ten., 1835, Fl. Napol. 5: 209
Вид Бодяк обыкновенный относится к роду Бодяк (Cirsium) семейства Астровые (Asteraceae) порядка Астроцветные (Asterales). Кладограмма в соответствии с Системой APG IV:
|  |                                      |  |                                   |                                   |                    |  | ещё 10 семейств | ещё 10 семейств |                    |  |                         |  | еще 510 подтвержденных и 521 в статусе "непроверенных" видов и инфравидовых таксонов | еще 510 подтвержденных и 521 в статусе "непроверенных" видов и инфравидовых таксонов |  |
|  |                                      |  |                                   |                                   |                    |  | ещё 10 семейств | ещё 10 семейств |                    |  |                         |  | еще 510 подтвержденных и 521 в статусе "непроверенных" видов и инфравидовых таксонов | еще 510 подтвержденных и 521 в статусе "непроверенных" видов и инфравидовых таксонов |  |
|  |                                      |  |                                   | порядок Астроцветные              |                    |  |                 |                 | род Бодяк          |  |                         |  |                                                                                      |                                                                                      |  |
|  |                                      |  |                                   | порядок Астроцветные              |                    |  |                 |                 | род Бодяк          |  | 6 инфравидовых таксонов |  |                                                                                      |                                                                                      |  |
|  | отдел Цветковые, или Покрытосеменные |  |                                   |                                   | семейство Астровые |  |                 |                 | Бодяк обыкновенный |  |                         |  |                                                                                      |                                                                                      |  |
|  | отдел Цветковые, или Покрытосеменные |  |                                   |                                   |                    |  |                 |                 |                    |  |                         |  |                                                                                      |                                                                                      |  |
|  |                                      |  | ещё 63 порядка цветковых растений | ещё 63 порядка цветковых растений |                    |  |                 | ещё 1804 рода   | ещё 1804 рода      |  |                         |  |                                                                                      |                                                                                      |  |
|  |                                      |  |                                   | ещё 63 порядка цветковых растений |                    |  |                 |                 | ещё 1804 рода      |  |                         |  |                                                                                      |                                                                                      |  |

### Инфравидовые таксоны
- Cirsium vulgare subsp. crinitum  (Boiss. ex DC.) Arènes
- Cirsium vulgare subsp. silvaticum  (Tausch) Arènes
- Cirsium vulgare subsp. vulgare
- Cirsium vulgare var. album  Mozaff.  (в статусе непроверенного по состоянию на декабрь 2022 г.)
- Cirsium vulgare var. litorale  P.D.Sell
- Cirsium vulgare var. vulgare

### Синонимы
- Ascalea lanceolata  (L.) Hill
- Carduus lanceolatus var. lanceolatus
- Carduus vulgaris  Savi
- Cirsium firmum  (C.Presl) Arcang.
- Cirsium lanceolatum  (L.) Scop.
- Cirsium lanceolatum subsp. lanceolatum
- Cirsium lanceolatum subsp. sylvaticum  (Tausch) Arènes
- Cirsium lanceolatum var. abyssinicum  (Sch.Bip. ex A.Rich.) Chiov.
- Cirsium lanceolatum var. hypoleucum  DC.
- Cirsium lanceolatum var. nemorale  Nägeli ex K.Koch
- Cirsium lanceolatum var. rhiphaeum  Pau & Font Quer
- Cirsium lanceolatum var. vulgare  Nägeli ex K.Koch
- Cirsium microcephalum  Lange
- Cirsium vulgare  (Savi) Petr.
- Cirsium vulgare f. vulgare
- Cirsium vulgare subsp. silvaticum  (Tausch) Dostál
- Cnicus lanceolatus var. abyssinicus  (Sch.Bip. ex A.Rich.) Vatke
- Cnicus lanceolatus var. lanceolatus
- Cnicus strigosus  Hoffmanns. & Link